# Avesnes-sur-Helpe
Avesnes-sur-Helpe település Franciaországban, Nord megyében. Lakosainak száma 4088 fő (2022. január 1.). Avesnes-sur-Helpe Bas-Lieu, Saint-Hilaire-sur-Helpe, Avesnelles és Haut-Lieu községekkel határos.

## Népesség
A település népességének változása:
| Lakosok száma | 5051 | 4991 | 4778 | 4663 | 4809 | 4345 | 4195 | 4158 | 4118 | 4088 |
|               | 2006 | 2009 | 2013 | 2015 | 2016 | 2018 | 2019 | 2020 | 2021 | 2022 |